# アンソニー・オラスクアガ
アンソニー・オラスクアガ（Anthony Olascuaga、1999年1月1日 - ）は、アメリカ合衆国のプロボクサー。カリフォルニア州ロサンゼルス出身。帝拳プロモーション所属。現WBO世界フライ級王者。

## 来歴
2020年9月4日、プロデビュー戦を行い2回TKO勝ち。

### ライトフライ級
2023年4月8日、有明アリーナで行われた「Prime Video Presents Live Boxing 4」でWBAスーパー・WBC世界ライトフライ級王者の寺地拳四朗とWBA・WBC世界同級タイトルマッチを行うも、プロ初黒星となる9回58秒TKO負けを喫し王座獲得に失敗した。当初、寺地はWBO世界ライトフライ級王者のジョナサン・ゴンサレスとの3団体王座統一戦を予定していたが、ゴンサレスがマイコプラズマ肺炎に感染した為欠場することになり、その代役として対戦することとなった。本来オラスクアガは、2023年4月15日に韓国仁川・パラダイスシティのTBプロモーション興行で白石聖と対戦する予定だった
。

### フライ級
2023年9月18日、有明アリーナで行われた「Prime Video Presents Live Boxing 5」でジーメル・マグラモと対戦し、7回2分57秒TKO勝ちを収めた。
2024年7月20日、両国国技館で行われた「Prime Video Presents Live Boxing 9」にてWBO世界フライ級2位の加納陸と前王者ジェシー・ロドリゲスの王座返上に伴うWBO世界同級王座決定戦を行い、3回2分50秒KO勝ちを収め8戦目で王座を獲得した。
2024年10月14日、有明アリーナで行われる「Prime Video Presents Live Boxing 10」にてWBC世界フライ級1位で元WBO世界ライトフライ級王者のジョナサン・ゴンサレスと対戦し、初回でオラスクアガがコンサレスの左ストレートを回避した際に起きた偶然のバッティングでゴンサレスが左目下をカットし流血。一度は試合が続行されたものの、ゴンサレスが傷を気にする仕草を見せ、レフェリーストップによる初回2分25秒で無効試合となるも事実上の初防衛に成功した。しかし、ドクターが試合続行可能と判断したにもかかわらず、ゴンサレスがレフェリーに続行不能を訴えたことによって試合が中断されたため、同年10月24日付でJBCは試合結果をオラスクアガのTKO勝ちに変更した。
2025年3月13日、両国国技館で開催されたU-NEXT BOXING.2のセミファイナルで元世界2階級制覇王者およびWBO世界フライ級14位の京口紘人とWBO世界同級タイトルマッチを行い、12回3-0(114-113、117-110、118-109)の判定勝ちを収め2度目の防衛に成功した。なお、対戦相手の京口は約4ヶ月後の同年7月2日に現役を引退した。

## 戦績
- アマチュアボクシング：23戦 22勝 1敗
- プロボクシング：10戦 9勝 (6KO) 1敗

| 戦           | 日付           | 勝敗 | 時間    | 内容    | 対戦相手               | 国籍           | 備考                                     |
| ------------ | -------------- | ---- | ------- | ------- | ---------------------- | -------------- | ---------------------------------------- |
| 1            | 2020年9月4日   | ☆    | 2R 1:23 | TKO     | エドウィン・レジェス   | アメリカ合衆国 | プロデビュー戦                           |
| 2            | 2021年8月13日  | ☆    | 6R      | 判定3-0 | サウル・フアレス       | メキシコ       |                                          |
| 3            | 2022年3月12日  | ☆    | 8R      | 判定3-0 | ヒルベルト・ペドロサ   | パナマ         | WBAラテンアメリカフライ級王座決定戦      |
| 4            | 2022年5月13日  | ☆    | 6R 1:45 | TKO     | グスタボ・ペレス       | メキシコ       |                                          |
| 5            | 2022年10月14日 | ☆    | 1R 2:09 | TKO     | マルコ・サスティタ     | アメリカ合衆国 | WBAラテンアメリカ防衛1                   |
| 6            | 2023年4月8日   | ★    | 9R 2:03 | TKO     | 寺地拳四朗（BMB）      | 日本           | WBA・WBC世界ライトフライ級タイトルマッチ |
| 7            | 2023年9月18日  | ☆    | 7R 2:55 | TKO     | ジーメル・マグラモ     | フィリピン     |                                          |
| 8            | 2024年7月20日  | ☆    | 3R 2:50 | KO      | 加納陸（大成）         | 日本           | WBO世界フライ級王座決定戦                |
| 9            | 2024年10月14日 | ☆    | 1R 2:25 | TKO     | ジョナサン・ゴンサレス | プエルトリコ   | WBO防衛1                                 |
| 10           | 2025年3月13日  | ☆    | 12R     | 判定3-0 | 京口紘人（ワタナベ）   | 日本           | WBO防衛2                                 |
| テンプレート |                |      |         |         |                        |                |                                          |

## 獲得タイトル
- WBAラテンアメリカフライ級王座
- WBO世界フライ級王座（防衛2）